# Pablo Garrido Lugo
Pablo Garrido Lugo   (Ciutat de Mèxic, 22 de juny de 1938) és un atleta mexicà, ja retirat, conegut per la serva participació en els Jocs Olímpics d'Estiu de 1968.
Especialista en marató, va participar en els Jocs Olímpics d'Estiu de 1968 realitzats a Ciutat de Mèxic, on va finalitzar vint-i-sisè en la prova masculina d'aquesta prova i fou l'encarregat de realitzar el jurament Olímpic per part dels atletes en la cerimònia inaugural dels Jocs.